# Midnite
Midnite war eine Roots-Reggae-Band aus Saint Croix, U.S. Virgin Islands, die 1989 von den Brüdern Vaughn und Ron Benjamin gegründet wurde.
Die Musik der Band orientiert sich stark am Roots-Reggae der 1970er Jahre. Ebenso hält sich die Band in ihren Texten an Themen der Rastafari-Bewegung und behandelt Themen von aktueller Politik und Ökonomie bis hin zur Religionsausübung der Rastafari.

## Bandgeschichte
Das Debütalbum der Band Unpolished wurde 1997 in Washington, D.C. aufgenommen. Ebenfalls in Washington wurde das wohl bekannteste Album der Band Ras Mek Peace 1999 unter einfachsten Verhältnissen mit nur zwei Mikrofonen aufgenommen und wurde ohne große technische Maßnahmen abgemischt. Trotz dieser einfachen Verhältnisse weist das Album eine sehr gute Tonqualität auf. Ende der 1990er Jahre kehrte die Band nach St. Croix zurück um im eigenen Studio African Roots Lab zu arbeiten. Es folgten in den nächsten Jahren einige eigene Veröffentlichungen und Veröffentlichungen mit anderen Künstlern, sowohl internationale als auch lokale von den Virgin Islands. Das Ergebnis dieser Arbeit lässt sich auf dem Album Jubilees of Zion von 2002 finden. Es behandelt unter anderem den kulturellen Widerstand gegen Babylon; in der Rastafari Bewegung wird Babylon als Synonym für eine materialistische und schlechte Gesellschaft oder konkret die westliche Welt, in die die Afrikaner verschleppt wurden, verstanden. Das vierte Album der Band Seek Knowledge Before Vengeance wurde ebenfalls 2002 über das Label der Band veröffentlicht. Weitere Veröffentlichungen folgten und folgen bis heute.
Außerdem ist Midnite eine beliebte Live-Band und lässt sich häufig im Programm der großen Reggae-Festivals wiederfinden.
Im September 2011 veröffentlichte die Band ihr erstes professionell produziertes Musikvideo zu dem Song Mongst I&I. Es zeigt die Mitglieder der Band in verschiedenen Konstellationen und an verschiedenen Orten wie Frederiksted, den Amerikanischen Jungferninseln oder Kingston.
Vaughn Benjamin verstarb in Port St. Lucie, Florida am 4. November 2019 im Alter von 50 Jahren.

## Veröffentlichungen
- Stand the Test (August 2014)
- Beauty for Ashes (Februar 2014)
- Lion out of Zion (2013)
- Be Strong (Juni 2013)
- Free Indeed with Higher Bound Productions (Dezember 2012)
- Children of Jah (August 2012)
- In Awe Midnite/Fifth Son (Januar 2012)
- King’s Bell Midnite (November 2011)
- Anthology Midnite (Juli 2011)
- The Way Midnite/Rastar (Juni 2011)
- Standing Ground Dub Midnite/Fifth Son (2011)
- Treasure Midnite/Rastar (2011)
- Momentum Midnite/Fifth Son (2010)
- What Makes A King? Midnite (2010)
- Ark A Law Midnite/Lion I (2010)
- Frontline Midnite/Various (2009)
- Kings Of Kush Midnite/Rastar Mix (2009)
- To Mene Midnite/Rastar (2009)
- Ina Now Midnite/Rastar (2009)
- Defender Of The Faith Midnite/Various (2009)
- New Name Midnite/Various (2009)
- Infinite Dub Lustre Kings (2008)
- For All with Youssoupha Sidibe (2008)
- Supplication To H.I.M. with Rastar (2008)
- Standing Ground with Lion Tribe (2008)
- Live 94117 (2008)
- KayaMagan with Desmond Williams (veröffentlicht 2008, aufgenommen 1999)
- Maschaana with Natural Vibes (2008)
- Bless Go Roun with Higher Bound Productions (2007)
- Infinite Quality with Lustre Kings (2007)
- Better World Rasta with Rastar 2007
- Rule the Time with I Grade (2007)
- Suns of Atom with Lion Tribe (2006)
- New1000 with Mystic Vision (2006)
- Thru & True with Ras L (2006)
- Current with Mystic Vision (2006)
- Jah Grid with I Grade (2006)
- Let Live with I Grade (2004)
- Ainshant Maps (2004)
- Full Cup with Ras L (2004)
- Scheme a Things (2004)
- Project III" with Branch I (2004)
- He is Jah with Branch I (2003)
- Geoman" with Branch I (2003)
- Vijan with I Grade (2003)
- Intense Pressure (2003)
- Cipheraw with Branch I (2003)
- Assini with I Grade (2002)
- Seek Knowledge Before Vengeance (2002)
- Jubilees of Zion (2002)
- Nemozian Rasta with Dezarie and I Grade (2001)
- Ras Mek Peace (1999)
- Unpolished (1997)